# Volker Abramczik
Volker Abramczik (* 27. Mai 1964 in Gelsenkirchen) ist ein ehemaliger deutscher Fußballspieler. Der jüngere Bruder des A-Nationalspielers Rüdiger Abramczik war Stürmer und verbrachte seine Laufbahn ausschließlich bei Vereinen im Ruhrgebiet.

## Spielerlaufbahn
Volker Abramczik spielte bereits ab seinem vierten Lebensjahr in Jugendmannschaften von Schalke 04. Für verschiedene deutsche Jugendnationalmannschaften erzielte er in 19 Spielen 15 Tore.
Im Sommer 1981 unterzeichnete er einen Profivertrag bei Borussia Dortmund und machte diese Entscheidung einen Tag später rückgängig.
Zur Saison 1981/82 rückte Volker Abramczik, dem man eine große Laufbahn voraussagte, in den Kader der Schalker Profimannschaft auf, die zu diesem Zeitpunkt in der 2. Fußball-Bundesliga antrat. In seiner ersten Saison bestritt der erst 17-Jährige 22 Ligaspiele und hatte als Flügelstürmer großen Anteil am Schalker Aufstieg in die Bundesliga.
Kaum volljährig, hatte der „kleine Abi“, wie er von den Schalker Fans gerufen wurde, am 4. August 1982, nur wenige Wochen nach bestandener Führerscheinprüfung, mit seinem ersten Auto einen schweren Unfall. Der ärztliche Befund: doppelter Schädelbruch, Lungenriss, Nierenquetschung. Die vermeintlich steile Karriere war abrupt gebremst; es erschien zunächst sogar fraglich, ob Volker Abramczik jemals wieder Fußball spielen können würde.
Die Saison 1982/83 endete mit dem direkten Schalker Wiederabstieg. Volker Abramczik kam nach seinem Comeback nur drei Mal zum Einsatz. Wiederum ein Jahr später hatte Schalke zwar erneut den Aufstieg erreicht, doch der Vertrag des Stürmers wurde von Manager Rudi Assauer nicht verlängert. Abramczik verließ daher den Verein und wechselte zur Saison 1984/85 zum Zweitligisten MSV Duisburg.
Von 1985 bis 1990 spielte er bei Rot-Weiss Essen. In der Saison 1985/86 kickte er mit Essen in der Oberliga Nordrhein, wo er in 18 Spielen neun Tore erzielte und den Aufstieg in die 2. Bundesliga schaffte. Von 1986 bis 1990 erzielte er für Rot-Weiss in der 2. Bundesliga in 98 Ligaspielen 20 Tore. 1990 beendete er wegen ständiger Kniebeschwerden und fehlender Angebote seine Spielerlaufbahn.

## Nach der aktiven Zeit
Wie schon als Spieler war Abramczik auch als Fußballtrainer ausschließlich im Ruhrgebiet tätig. Er war unter anderem im Verbandsliga-Bereich als Übungsleiter beim SC Hassel und dem STV Horst-Emscher tätig. In der Landesliga trainierte er den Erler SV 08. Hauptberuflich ist er heute als Sportfachverkäufer tätig und verkauft Fußbälle. Zudem war er als Trainer der U-17 beim 1. FFC Recklinghausen erfolgreich.

## Erfolge
- Aufstieg in die Fußball-Bundesliga (2): 1982, 1984
- Aufstieg in die 2. Fußball-Bundesliga: 1986